# خرشوف غربي
خرشوف غربي (الاسم العلمي:Cynara algarbiensis) هو نوع من النباتات يتبع جنس الخرشوف من الفصيلة النجمية. سمي هذا النوع نسبة إلى منطقة الغرب (بالإنجليزية: Algarve)‏ في البرتغال.